# Ahmed Mohamed Jewel
Ahmed Mohamed Jewel (bengalisch মোহাম্মদ জুয়েল আহমেদ Mohāmmad Juẏel Āhamed; * 14. August 1983) ist ein ehemaliger bangladeschischer Schwimmer. Er trat bei den Olympischen Sommerspielen 2004 in Athen an und mehrfach bei den Südasienspielen (2004, 2006), wo er mehrere Medaillen gewann.

## Sport
Bei den Olympischen Spielen 2004, im Wettbewerb über 50 m Freistil, stellte er mit einer Zeit von 25,47 s einen nationalen Rekord und seine persönliche Bestzeit auf, schwamm jedoch nur auf Platz 36.